# Neelesha Barthel
Neelesha Barthel (auch Neelesha Bavora, bzw. Neelesha BaVora; * 2. März 1977 in Potsdam) ist eine deutsche Filmregisseurin, Drehbuchautorin und Schauspielerin. Sie lebt in Berlin.

## Leben und Werk
Neelesha Barthel ist die Tochter der indischen Regisseurin Chetna Vora und des deutschen Kameramanns Lars Barthel. 1983 verließ sie mit ihren Eltern die DDR und wuchs nach Aufenthalten in Indien und den USA in West-Berlin auf. 1993 begann sie ihre Filmkarriere zunächst als Darstellerin in der deutschen Seifenoper Gute Zeiten, schlechte Zeiten, in der sie bis 1994 die Rolle der Manjou Neria verkörperte. Von 1995 bis 2008 war sie auch unter ihrem Künstlernamen Neelesha Bavora als Schauspielerin tätig, u. a. in Hauptrollen in den Filmen Samsara (2001) und Alltag (2002).
Direkt nach dem Abitur absolvierte sie von 1997 bis 1999 ein Praktikum im Bereich Regie u. a. bei dem Film Angel Express. Ab 1999 arbeitete sie an diversen Filmprojekten als Kamerafrau, Filmeditorin und Regisseurin mit. 2002 nahm sie an der Babelsberger Hochschule für Film und Fernsehen „Konrad Wolf“ ein Regiestudium auf, das sie 2008 beendete. An dieser Filmhochschule hatten bereits ihre Eltern studiert.
Als Regisseurin und Drehbuchautorin hatte sie ihr dokumentarisches Langfilmdebüt 2001 mit dem Film Bling Bling. Anschließend realisierte sie den Dokumentarfilm Fifty Fifty (2002) für Das Kleine Fernsehspiel beim ZDF. 2004 erhielt sie für diese Produktion den Nachwuchspreis des Journalistinnenbundes. Der Film wurde daneben für den Bayerischen Dokumentarfilmpreis Der junge Löwe nominiert.
Ihr Abschlussfilm Zwei zu Dritt lief sowohl auf dem Filmfestival Achtung Berlin 2008 als auch im RBB-Fernsehen. Die Kreuzberger Culture-Clash-Komödie Marry Me! kam 2015 in die Kinos. 2016 realisierte sie ihre erste Auftragsarbeit für das ZDF, die Fernsehfilmkomödie Ein schrecklich reiches Paar. Sie arbeitet mittlerweile als Auftragsregisseurin für Fernsehfilme und Serien und entwickelt daneben eigene Kino- und TV-Filmstoffe.
Barthel ist Mitglied im Bundesverband Regie (BVR).

## Auszeichnungen
- 2002 Deutscher Nachwuchsfilmpreis beim Sehsüchte Festival für Bling Bling
- 2004 Marlies-Hesse-Nachwuchspreis des Journalistinnenbundes für Fifty Fifty
- 2004 Bronzemedaille des Fish Festival Rostock für Mr. Street
- 2004 Nachwuchspreis der Film- und Videtoage in Gera für Mr. Street
- 2006 Preis für beste „Frauen-Regie“ beim Granada Filmfestival für Joy’s Joy
- 2008 Preis für beste „Frauen-Regie“ beim Granada Filmfestival für Zwei zu Dritt
- 2008 Publikumspreis vom Dreiland Filmfestival für Zwei zu Dritt
- 2008 Preis für das beste Drehbuch des Balchik Filmfestival (Bulgarien) für Zwei zu Dritt

## Filmografie (Auswahl)

### Regisseurin
- 1999: En Why? See! (Dokumentarfilm)
- 2001: Bling Bling (Dokumentarfilm)
- 2002: Fifty Fifty (Dokumentarfilm)
- 2004: Mr. Street (Kurzer Dokumentarfilm)
- 2004: Irrläufer (Kurzfilm)
- 2004: Joys Joy (Kurzfilm)
- 2005: Lieber sicher. Lieber leben – Kinder erzählen (Verkehrssicherheitskampagne)
- 2007: Aktion Gemeinsinn e. V. – Daddy Uncool (Werbefilm)
- 2007: Kraniche (Kurzfilm)
- 2007: Zwei zu Dritt (Kurzfilm)
- 2009: 24h Berlin – Ein Tag im Leben (Co-Regie)
- 2011: Take off – Gretel (Musikvideo)
- 2015: Marry Me – Aber bitte auf Indisch
- 2016: Ein schrecklich reiches Paar
- 2016–2017: Notruf Hafenkante
- 2018: SOKO Köln: Schlaflos durch die Nacht
- 2020: Zum Glück gibt’s Schreiner (Fernsehfilm)
- 2023: Tatort: Verborgen
- 2023: Zwei Weihnachtsmänner sind einer zu viel (Fernsehfilm)

### Drehbuchautorin
- 2002: Fifty Fifty
- 2003: Mr. Street
- 2003: Lingnam & Yoni
- 2005: Joy’s Joy
- 2007: Zwei zu dritt
- 2014: Marry Me!

### Schauspielerin
- 1993–1994: Gute Zeiten, schlechte Zeiten
- 2001: Frauen, die Prosecco trinken
- 2001: Samsara – Geist und Leidenschaft
- 2003: Alltag
- 2004: Mein Weg zu dir heißt Liebe
- 2004: Die Sitte, Gastauftritt: Episode Der Lockvogel (2.5)
- 2005: Berlin Nights
- 2008: Der Kriminalist – Fahrt in den Tod
- 2010: Goethe!
- 2013: Stille